# Marry Me Again
Marry Me Again is een Amerikaanse filmkomedie uit 1953 onder regie van Frank Tashlin. Destijds werd de film in Nederland uitgebracht onder de titel Een rumoerige bruiloft.

## Verhaal
Met het uitbreken van de oorlog in Korea ziet de piloot Bill zijn trouwplannen in duigen vallen. Na zijn terugkeer in de Verenigde Staten wil hij weer trouwen met Doris. Wanneer zij een grote erfenis doet, wil hij de bruiloft alweer uitstellen.

## Rolverdeling
| Acteur          | Personage         |
| --------------- | ----------------- |
| Robert Cummings | Bill              |
| Marie Wilson    | Doris             |
| Ray Walker      | Mac               |
| Mary Costa      | Joan              |
| Jess Barker     | Jenkins           |
| Lloyd Corrigan  | Mijnheer Taylor   |
| June Vincent    | Juffrouw Craig    |
| Richard Gaines  | Dokter Pepperdine |
| Moroni Olsen    | Mijnheer Courtney |
| Frank Cady      | Dokter Day        |
| Joanne Arnold   | W.A.C.            |
| Bob Thomas      | Zichzelf          |